# Юнацька збірна Боснії і Герцеговини з футболу (U-17)
Юнацька збірна Боснії і Герцеговини з футболу (U-17) — національна футбольна збірна Боснії і Герцеговини, що складається із гравців віком до 17 років. Керівництво командою здійснює Футбольна асоціація Боснії і Герцеговини. До зміни формату юнацьких чемпіонатів Європи у 2001 році функціонувала як збірна до 16 років.
Головним континентальним турніром для команди є Юнацький чемпіонат Європи з футболу (U-17), успішний виступ на якому дозволяє отримати путівку на Чемпіонат світу (U-17). Також може брати участь у товариських і регіональних змаганнях.

## Юнацький чемпіонат Європи (U-17)
| Статистика чемпіонатів Європи (U-17) | Статистика чемпіонатів Європи (U-17) | Статистика чемпіонатів Європи (U-17) | Статистика чемпіонатів Європи (U-17) | Статистика чемпіонатів Європи (U-17) | Статистика чемпіонатів Європи (U-17) | Статистика чемпіонатів Європи (U-17) | Статистика чемпіонатів Європи (U-17) | Статистика чемпіонатів Європи (U-17) |    | Статистика відбору | Статистика відбору | Статистика відбору | Статистика відбору | Статистика відбору | Статистика відбору | Статистика відбору | Статистика відбору |
| Рік                                  | Раунд                                | І                                    | В                                    | Н*                                   | П                                    | Г+                                   | Г-                                   | РГ                                   | І  | В                  | Н*                 | П                  | Г+                 | Г-                 | РГ                 |                    |                    |
| 2002                                 | не кваліфікувалася                   | не кваліфікувалася                   | не кваліфікувалася                   | не кваліфікувалася                   | не кваліфікувалася                   | не кваліфікувалася                   | не кваліфікувалася                   | не кваліфікувалася                   | 2  | 0                  | 1                  | 1                  | 0                  | 2                  | −2                 |                    |                    |
| 2003                                 | не кваліфікувалася                   | не кваліфікувалася                   | не кваліфікувалася                   | не кваліфікувалася                   | не кваліфікувалася                   | не кваліфікувалася                   | не кваліфікувалася                   | не кваліфікувалася                   | 3  | 0                  | 0                  | 3                  | 0                  | 4                  | −2                 |                    |                    |
| 2004                                 | не кваліфікувалася                   | не кваліфікувалася                   | не кваліфікувалася                   | не кваліфікувалася                   | не кваліфікувалася                   | не кваліфікувалася                   | не кваліфікувалася                   | не кваліфікувалася                   | 3  | 1                  | 0                  | 2                  | 6                  | 8                  | −2                 |                    |                    |
| 2005                                 | не кваліфікувалася                   | не кваліфікувалася                   | не кваліфікувалася                   | не кваліфікувалася                   | не кваліфікувалася                   | не кваліфікувалася                   | не кваліфікувалася                   | не кваліфікувалася                   | 3  | 0                  | 2                  | 1                  | 2                  | 4                  | −2                 |                    |                    |
| 2006                                 | не кваліфікувалася                   | не кваліфікувалася                   | не кваліфікувалася                   | не кваліфікувалася                   | не кваліфікувалася                   | не кваліфікувалася                   | не кваліфікувалася                   | не кваліфікувалася                   | 3  | 0                  | 1                  | 2                  | 4                  | 8                  | −4                 |                    |                    |
| 2007                                 | не кваліфікувалася                   | не кваліфікувалася                   | не кваліфікувалася                   | не кваліфікувалася                   | не кваліфікувалася                   | не кваліфікувалася                   | не кваліфікувалася                   | не кваліфікувалася                   | 6  | 2                  | 0                  | 4                  | 5                  | 11                 | −7                 |                    |                    |
| 2008                                 | не кваліфікувалася                   | не кваліфікувалася                   | не кваліфікувалася                   | не кваліфікувалася                   | не кваліфікувалася                   | не кваліфікувалася                   | не кваліфікувалася                   | не кваліфікувалася                   | 6  | 3                  | 1                  | 2                  | 5                  | 6                  | −1                 |                    |                    |
| 2009                                 | не кваліфікувалася                   | не кваліфікувалася                   | не кваліфікувалася                   | не кваліфікувалася                   | не кваліфікувалася                   | не кваліфікувалася                   | не кваліфікувалася                   | не кваліфікувалася                   | 3  | 0                  | 0                  | 3                  | 1                  | 4                  | −3                 |                    |                    |
| 2010                                 | не кваліфікувалася                   | не кваліфікувалася                   | не кваліфікувалася                   | не кваліфікувалася                   | не кваліфікувалася                   | не кваліфікувалася                   | не кваліфікувалася                   | не кваліфікувалася                   | 6  | 0                  | 5                  | 1                  | 8                  | 9                  | −1                 |                    |                    |
| 2011                                 | не кваліфікувалася                   | не кваліфікувалася                   | не кваліфікувалася                   | не кваліфікувалася                   | не кваліфікувалася                   | не кваліфікувалася                   | не кваліфікувалася                   | не кваліфікувалася                   | 3  | 1                  | 0                  | 2                  | 5                  | 10                 | −5                 |                    |                    |
| 2012                                 | не кваліфікувалася                   | не кваліфікувалася                   | не кваліфікувалася                   | не кваліфікувалася                   | не кваліфікувалася                   | не кваліфікувалася                   | не кваліфікувалася                   | не кваліфікувалася                   | 3  | 1                  | 0                  | 2                  | 1                  | 5                  | −4                 |                    |                    |
| 2013                                 | не кваліфікувалася                   | не кваліфікувалася                   | не кваліфікувалася                   | не кваліфікувалася                   | не кваліфікувалася                   | не кваліфікувалася                   | не кваліфікувалася                   | не кваліфікувалася                   | 3  | 1                  | 0                  | 2                  | 3                  | 5                  | −2                 |                    |                    |
| 2014                                 | не кваліфікувалася                   | не кваліфікувалася                   | не кваліфікувалася                   | не кваліфікувалася                   | не кваліфікувалася                   | не кваліфікувалася                   | не кваліфікувалася                   | не кваліфікувалася                   | 6  | 3                  | 1                  | 2                  | 6                  | 4                  | +2                 |                    |                    |
| 2015                                 | не кваліфікувалася                   | не кваліфікувалася                   | не кваліфікувалася                   | не кваліфікувалася                   | не кваліфікувалася                   | не кваліфікувалася                   | не кваліфікувалася                   | не кваліфікувалася                   | 6  | 2                  | 2                  | 2                  | 7                  | 10                 | −3                 |                    |                    |
| 2016                                 | груповий етап                        | 3                                    | 1                                    | 0                                    | 2                                    | 3                                    | 6                                    | -3                                   | 6  | 4                  | 0                  | 2                  | 11                 | 7                  | +4                 |                    |                    |
| 2017                                 | груповий етап                        | 3                                    | 1                                    | 0                                    | 2                                    | 2                                    | 7                                    | -5                                   | 6  | 3                  | 1                  | 2                  | 7                  | 4                  | +3                 |                    |                    |
| 2018                                 | груповий етап                        | 3                                    | 1                                    | 0                                    | 2                                    | 3                                    | 8                                    | -5                                   | 6  | 3                  | 2                  | 1                  | 9                  | 5                  | +4                 |                    |                    |
| 2019                                 | не кваліфікувалася                   | не кваліфікувалася                   | не кваліфікувалася                   | не кваліфікувалася                   | не кваліфікувалася                   | не кваліфікувалася                   | не кваліфікувалася                   | не кваліфікувалася                   | 6  | 1                  | 1                  | 4                  | 11                 | 4                  | +7                 |                    |                    |
| 2020                                 | не кваліфікувалася                   | не кваліфікувалася                   | не кваліфікувалася                   | не кваліфікувалася                   | не кваліфікувалася                   | не кваліфікувалася                   | не кваліфікувалася                   | не кваліфікувалася                   | 0  | 0                  | 0                  | 0                  | 0                  | 0                  | 0                  |                    |                    |
| Усього                               | 3/17                                 | 9                                    | 3                                    | 0                                    | 6                                    | 8                                    | 21                                   | −13                                  | 75 | 25                 | 16                 | 35                 | 88                 | 109                | −21                |                    |                    |